# Ciranggem
Ciranggem is een bestuurslaag in het regentschap Sumedang van de provincie West-Java, Indonesië. Ciranggem telt 2770 inwoners (volkstelling 2010).